# Club Atlético Alto Perú
El Club Atlético Alto Perú es un club de fútbol uruguayo con sede en la ciudad de Montevideo, en el barrio Malvín Norte. Fue fundado el 1 de mayo de 1940. 
Actualmente juega en la Primera Divisional C, la tercera categoría del fútbol uruguayo.

## Historia
El Club Atlético Alto Perú fue fundado el Día de los Trabajadores del año 1940, por un grupo de muchachos que vivían por los alrededores de Avenida Italia y Alto Perú (Malvín Norte). El club surgió de un grupo de simpatizantes anarquistas, de allí se tomaron los colores rojo y negro, aunque con el paso de los años se perdió la ideología anarquista en el club y actualmente ya no se encuentra más.
Recién se inscribe en la A.U.F. en 1961 ingresando en la División Extra "B" (nivel 5). En 1964 es campeón y asciende a la Extra A (nivel 4), dónde obtiene el campeonato en su debut en la divisional, y asciende a la Divisional Intermedia (nivel 3), logrando dos ascensos consecutivos.
La vertiginosa escalada continuó: obtiene el título de campeón de la Intermedia en 1968 y asciende a Primera B (nivel 2) para el año 1969 donde participa una sola temporada, pero que le permite competir también en el Torneo de Copa Alfredo Lois (jugado solamente ese año, en donde participaban los equipos de la Divisional A y B). Allí debuta contra Nacional y pierde, pero posteriormente le gana a Defensor por 2 a 1. 
Luego de obtener el torneo especial Clasificatorio de 1979 de Primera "C" (que le permitió ascender ese mismo año) participó con buen suceso nuevamente en la Primera "B" consecutivamente durante los años 1979 a 1981, haciendo grandes campañas como el cuarto puesto en 1981. Incluso ese año jugó una liguilla de desempate entre 4 equipos por el título de la Segunda Fase, saliendo segundo (La Luz fue el campeón). Sin embargo ese mismo año descendería, ya que a pesar de ese 4° puesto en la tabla general, el puntaje acumulado en la Tabla del Descenso lo llevó a jugar un repechaje de 6 equipos donde uno sólo se salvaría (Salus). Alto Perú debió regresar a la vieja "C" (hoy Primera División Amateur) donde aún permanece desde entonces.
En el torneo del año 2006, Alto Perú fue campeón del Torneo Apertura, cayendo en la final anual contra Boston River 1 a 0, cumpliendo en los últimos años su mejor performance.

### Actualidad
José Luis de la Quintana es el entrenador principal del equipo desde el año 1996 hasta el presente, siendo el entrenador con mayor continuidad de la historia del fútbol uruguayo, y además cumple con otras funciones directrices. Alto Perú suele posicionarse en las ultimas ubicaciones en los campeonatos que disputa (finalizó ultimo en las ediciones consecutivas de 2020 a 2024), al punto que el 20 de julio de 2019 fue la ultima vez que el club ganó un partido de liga, acarreando actualmente una racha vigente de más de 60 partidos sin victorias.

## Símbolos

### Escudo y bandera
El escudo se compone por un triángulo invertido mitad negro y mitad rojo, con la inscripción "C.A. Alto Perú" en negro y sobre fondo blanco. Encima del escudo hay dos pequeñas figuras, una de color negro y la otra roja.
Por su parte, el diseño de la bandera es bastante antiguo. Predomina el color negro y los detalles rojos, así como las siglas "C A A P" en color blanco, y en el medio de la bandera figura una pelota de cuero.

## Uniforme
- Uniforme titular: Camiseta a mitades negra y roja, pantalón negro, medias negras.
- Uniforme alternativo: Camiseta blanca con una banda roja en diagonal, pantalón negro, medias negras.

## Estadísticas del club
Datos actualizados para la temporada 2025 inclusive.
- Temporadas en Primera División: 0
- Temporadas en Segunda División: 4 (1969 / 1979-1981)
- Temporadas en Tercera categoría: 54 (1966-1968 / 1970-1978 / 1982-1994 / 1996-Presente)
- Temporadas en Cuarta categoría: 1 (1965)
- Temporadas en Quinta categoría: 3 (1962-1964)
- Mayor goleada a favor:
- Alto Perú 8–1 Salus (1999).
- Mayor goleada en contra:
- Basáñez 15–0 Alto Perú (2009).
- Mayor cantidad de partidos invicto: 16 (1981).
- Mayor cantidad de partidos sin ganar: 61+ (racha vigente actualmente).

## Palmarés
| Copas nacionales (3)      | Copas nacionales (3) | Copas nacionales (3) |
| Competición nacional      | Títulos              | Subcampeonatos       |
| ------------------------- | -------------------- | -------------------- |
| Divisional Intermedia (1) | 1968                 |                      |
| Divisional Extra A (1)    | 1965                 |                      |
| Divisional Extra B (1)    | 1964                 |                      |

### Otros torneos oficiales
- Torneo Especial Clasificatorio de Primera "C" (1): 1979
- Torneo Apertura de Segunda División Amateur (1): 2006

| Pos. | Equipo    | PJ | PG | PE | PP | GF | GC | Dif. | Puntos |
| ---- | --------- | -- | -- | -- | -- | -- | -- | ---- | ------ |
| 1°   | Alto Perú | 6  | 5  | 1  | 0  | 12 | 4  | +8   | 16     |